# Saint-Jean-de-Luz
Saint-Jean-de-Luz (baskisch Donibane Lohizune) ist eine französische Gemeinde mit 14.690 Einwohnern (Stand 1. Januar 2022) im Département Pyrénées-Atlantiques in der Region Nouvelle-Aquitaine. Sie liegt im Arrondissement Bayonne und ist Hauptort (frz.: chef-lieu) des gleichnamigen Kantons. Saint-Jean-de-Luz ist Teil der historischen baskischen Provinz Labourd.

## Geografie

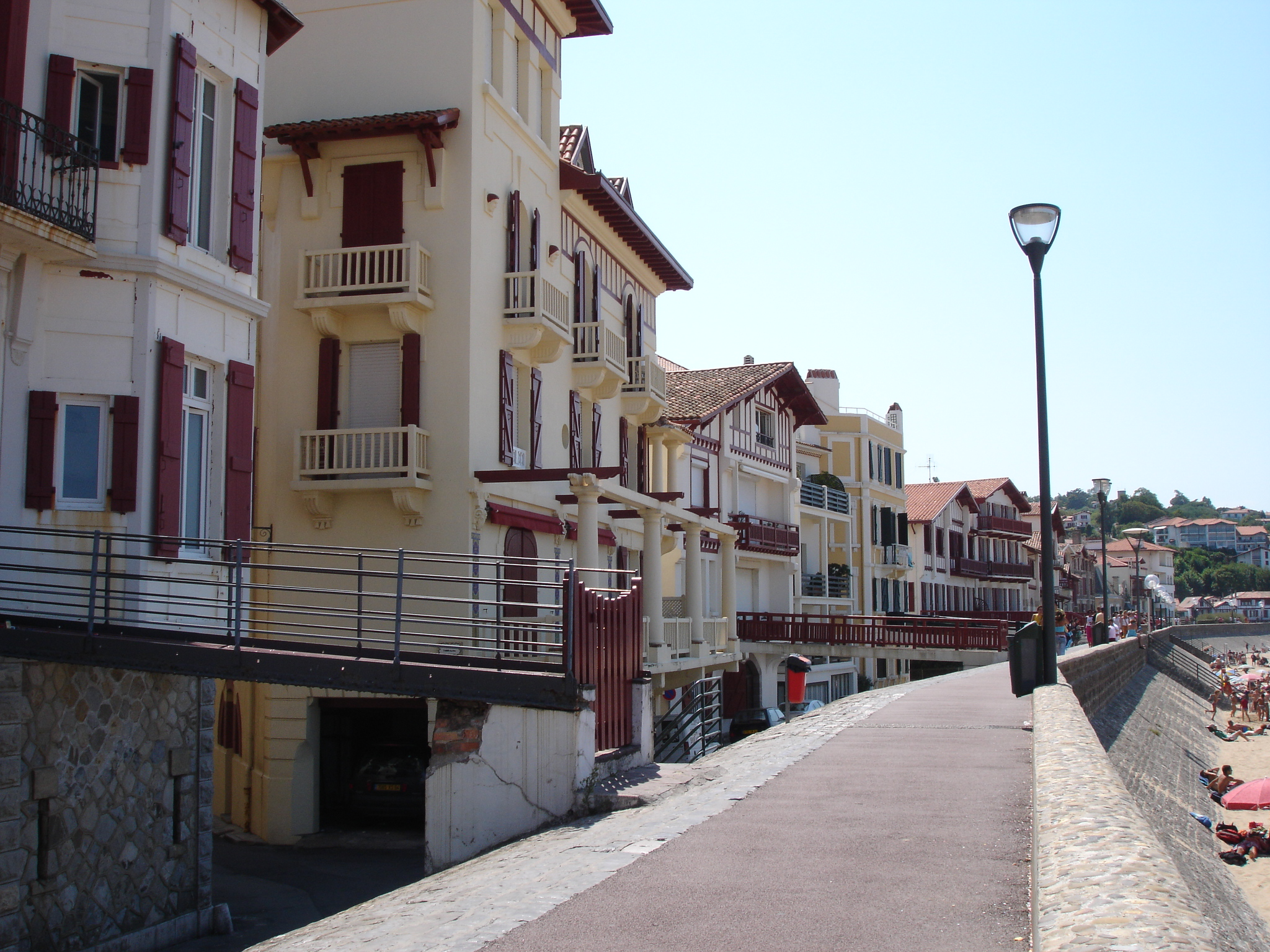
Der alte Pier von Saint-Jean-de-Luz

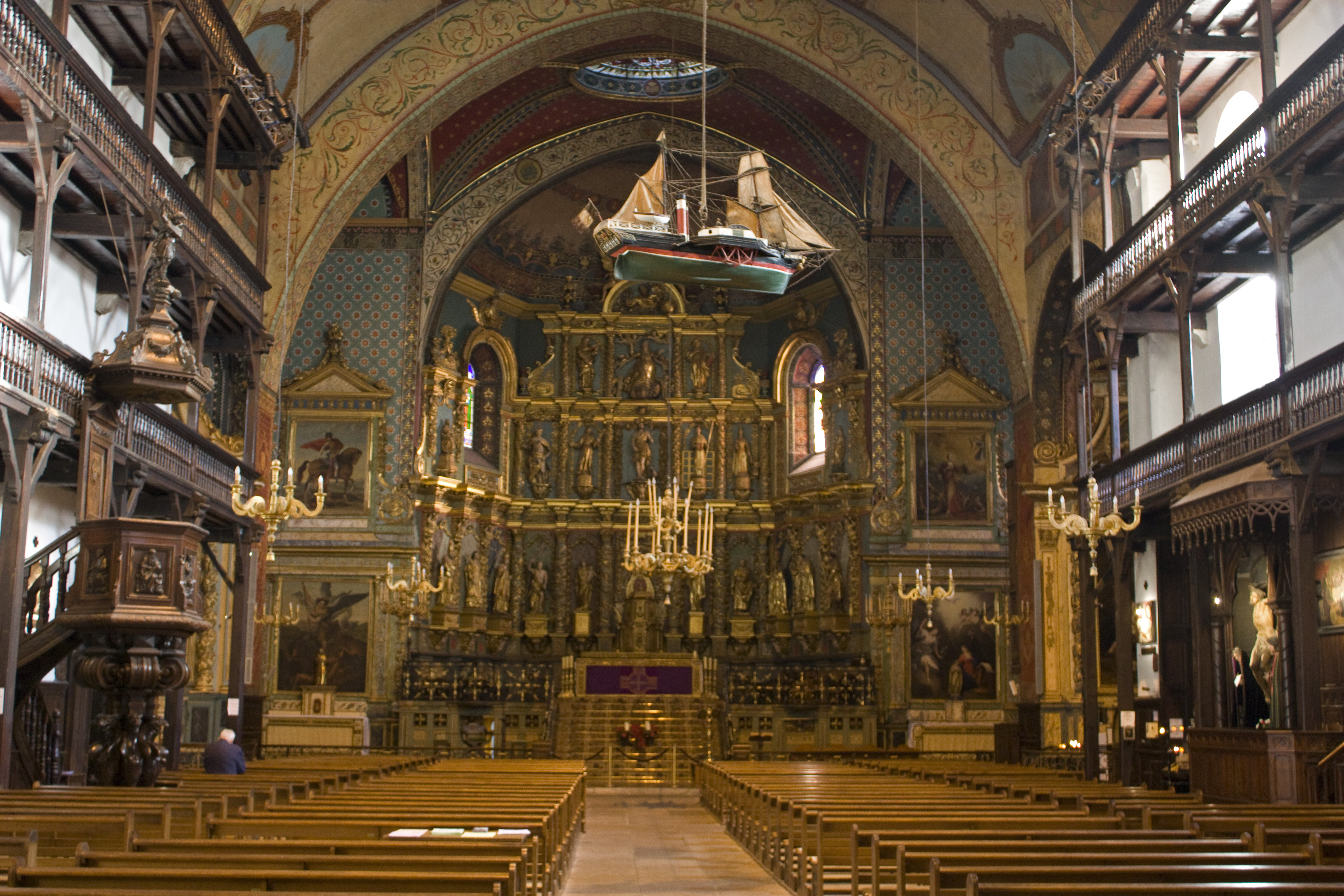
Die Kirche Saint-Jean Baptiste

Die Bucht von Saint-Jean-de-Luz liegt im Golf von Biskaya (französisch golfe de Gascogne) und ist der einzige geschützte Hafen zwischen Arcachon und der spanischen Grenze. Dank ihrer Dämme, welche die Stadt vor den wuchtigen Wellen des Atlantiks schützen, hat sie sich zu einem berühmten Badeort an der Côte Basque entwickelt. Das Seebad ist relativ neu, aber der Hafen selbst ist sehr alt. In unmittelbarer Nähe von Saint-Jean-de-Luz mündet der Fluss Nivelle ins Meer.

## Kultur
Aufgrund seiner Lage im französischen Baskenland ist in Saint-Jean-de-Luz die baskische Kultur sichtbar ausgeprägt. Besonders am Strand ist die typische Architektur erkennbar, außerdem sind einige Restaurants baskisch benannt und so eingerichtet. Der deutsche Schriftsteller Ernst von Salomon lebte hier 1930/31, worüber er in dem Buch Boche in Frankreich schrieb, das 1950 erschien und 1985 unter dem Titel Glück in Frankreich noch einmal aufgelegt wurde. 
Das Saint-Jean-de-Luz-Filmfestival findet jährlich im Oktober statt.

## Sehenswürdigkeiten
- Das Schloss Château d’Urtubie in Urrugne, erbaut 1341, im 16. und 19. Jahrhundert erweitert, heute als Hotel betrieben (geführte Besichtigungen).
- Die Kirche Saint-Jean Baptiste. Hier heiratete Ludwig XIV. im Jahr 1660 die Infantin Maria Teresa von Spanien.

## Partnerschaften
Seit 2014 bestehen partnerschaftliche Beziehungen zu der US-amerikanischen Stadt Bakersfield in Kalifornien aufgrund einer dortigen baskischen Diaspora. Partnerschaftliche Beziehungen bestehen auch zu der Stadt Getxo an der Biskaya im spanischen Baskenland.

## Persönlichkeiten
Der Komponist Maurice Ravel wurde im Nachbarort Ciboure geboren. Heute erinnert die gleichnamige Musik-Akademie im Ort an den Komponisten.
- Pierre Etchebaster (1893–1980), französischer Real-Tennis-Champion
- Franz Duboscq (1924–2012), französischer Politiker
- Miguel Boyer (1939–2014), spanischer Wirtschaftswissenschaftler und Politiker
- Philippe Ogouz (1939–2019), französischer Schauspieler und Synchronsprecher
- Jean-Marie Ecay (* 1962), französischer Jazz- und Fusionmusiker
- Zacarias Moussaoui (* 1968), französischer Terrorist
- Bixente Lizarazu (* 1969), französischer Fußballspieler
- Anne-Sophie Lapix (* 1972), französische Fernsehjournalistin und Fernsehmoderatorin

## Weblinks

Strand